# Зміни одне життя — Україна
«Зміни одне життя — Україна» — неприбутковий український благодійний фонд, який займається пошуком прийомних сімей для дітей-сиріт та дітей, позбавлених батьківського піклування. А також — пропагандою національного усиновлення.
Заснований у 2014 році у Києві.

## Історія
Ідея, споріднена з діяльністю фонду, почалася у 2011 році з громадської організації (ГО), яку заснувало подружжя Ольга і Леонід Лебедєві. ГО займалася волонтерською допомогою дитячим інтернатам. Через три роки — у 2014 році — було зареєстровано благодійний фонд «Зміни одне життя — Україна», який займається виробництвом відеоанкет для дітей-сиріт і дітей, позбавлених батьківського піклування, і пошуком прийомних сімей для них. А також — пропагандою національного усиновлення.
Мета фонду — допомогти кожній дитині, яка потребує батьків, мати в житті тата і маму. Співробітники фонду постійно відвідують інтернатні заклади та дитбудинки, знімають відеоролики про дітей, яким шукають прийомних батьків. Відео розміщують на сайті фонду, у соцмережах і на телеканалах.
Наприкінці 2015 року благодійна програма «Зміни одне життя» зі створення соціальної реклами та відеосюжетів за участі дітей-сиріт і дітей, позбавлених батьківського піклування, була затверджена розпорядженням Кабінету Міністрів України від 23 листопада (№ 1393-р).
Станом на 2019 рік — фонд допоміг знайти нові родини більше ніж 500 дітям-сиротам. Станом на літо 2021 року — 890-а, а також виготовив 4110 відеоанкет.

## Діяльність
- Зйомки, монтаж і просування відеоанкет про сиріт
- Зйомки і монтаж відеопорад про усиновлення
- Консультації і підримка усиновлювачів
- Організація і проведення вебінарів на тему сирітства і усиновлення
- У 2020 році фонд передав Київському міському центру соціальних служб для сім'ї, дітей та молоді 15 тисяч захисних щитків та 300 захисних костюмів — для відвідування сімей, які опинилися у складних життєвих обставинах[13]; а 680 сімей, які виховують дітей-сиріт, з Одещини, Херсонщини та міста Києва — отримали телевізори.

## Збір допомоги
«Зміни одне життя — Україна» збирає пожертви через служби безготівкових переказів та Українську біржу благодійності. Зокрема, влітку 2021 року на платформі Української біржі благодійності зібрали 16 тисяч гривень на створення 10 відеоанкет про сиріт.
Звітність фонду про пожертви та витрати доступна на його сайті.

## Партнерська співпраця
Разом із журналом «ФОМА в Україні» засновано спільний проєкт «Знайти дитину за відеоанкетою» — публікації історій та світлин дітей, які залишилися без батьків та шукають маму і тата.
У партнерстві з журналом «Единственная» фонд започаткував проєкт «Народжені серцем» — цикл статей про сім'ї усиновлювачів.
У 2021 році фонд став співорганізатором заходу до Дня сім'ї «Щасливі родини — скарб країни» для сімей, які виховують прийомних дітей. Захід проходив у столичному Парку партизанської слави.
Фонду допомагають українські приватні компанії, а також українські представництва міжнародних компаній. Серед них, зокрема:
- Airbnb[18]
- McDonald's
- Tis
- Forex Club[19]

## Відзнаки та нагороди
- Фіналіст Всеукраїнського конкурсу «Найкращі соціальні проекти України» 2015 року за підсумками народного голосування (2015)[8].
- 1-ше місце в номінації «Зовнішня соціальна реклама» 12-го Національного Фестивалю соціальної реклами за роботу «Заходь, усиновлюй, люби!» (2020).
- 3-тє місце в номінації «Соціальна відеореклама» 12-го Національного Фестивалю соціальної реклами за роботу «Зміни одне життя» (2020).

Леонід Лебедєв — переможець загальноміського конкурсу «Кращий соціальний Web Surfer м. Києва-2018».